# Riet Graf
Riet Graf (7 januari 1993) is een Zwitsers voormalig skeletonracer.

## Carrière
Graf maakte zijn wereldbekerdebuut in het seizoen 2016/17 waar hij een 27e plaats behaalde in de eindstand. In 2017 nam hij ook deel aan de wereldkampioenschap waar hij een 27e plaats behaalde. In het wereldbekerseizoen 2017/18 nam hij opnieuw deel aan de wereldbeker en behaald een 29e plaats in het eindklassement. Hij stopte in 2018 met skeleton.

## Resultaten

### Wereldkampioenschappen
| Jaar | Plaats    | Resultaat       |
| ---- | --------- | --------------- |
| 2017 | Königssee | 27e Individueel |

### Wereldbeker
Eindklasseringen
| Seizoen   | Rang |
| --------- | ---- |
| 2016/2017 | 27e  |
| 2017/2018 | 29e  |